# NXT Heritage Cup
Die NXT Heritage Cup (zu deutsch NXT Erbpokal) ist ein Wrestling-Titel der US-amerikanischen Promotion World Wrestling Entertainment (WWE). Eingeführt am 10. September 2020 wird der Titel nur an Einzelwrestler des NXT-Rosters vergeben. Der aktuelle Titelträger in seiner dritten Regentschaft ist Noam Dar. Wie im Wrestling allgemein üblich erfolgt die Vergabe nach einer zuvor bestimmten Storyline.

## Geschichte
Am 10. September 2020 wurde bekannt gegeben, dass ein weiterer Titel für das NXT UK Roster eingeführt wird. Das Turnier hierfür begann am 1. Oktober 2020.
Im Finale des Turniers standen A-Kid und Trent Seven. Durch seinen Sieg beim Tournament, an dem insgesamt acht Wrestler teilnahmen, durfte A-Kid als Erster die NXT UK Heritage Cup Championship gewinnen. Nach einer Regentschaft von 175 Tagen, musste A-Kid den Titel an Tyler Bate abgeben.

## Liste der Titelträger
| #  | Titelträger     | Nr. | Tage | Datum             | Ort                   | Veranstaltung | Anmerkung                                                                     |
| -- | --------------- | --- | ---- | ----------------- | --------------------- | ------------- | ----------------------------------------------------------------------------- |
| 1  | A-Kid           | 1   | 174  | 26. November 2020 | London, England       | NXT UK        | Besiegte Trent Seven im Finale des Turniers, um der erste Champion zu werden. |
| 2  | Tyler Bate      | 1   | 160  | 20. Mai 2021      | London, England       | NXT UK        |                                                                               |
| 3  | Noam Dar        | 1   | 260  | 28. Oktober 2021  | London, England       | NXT UK        |                                                                               |
| 4  | Mark Coffey     | 1   | 14   | 23. Juni 2022     | London, England       | NXT UK        | Ausgestrahlt am 14. Juli 2022.                                                |
| 5  | Noam Dar        | 2   | 341  | 7. Juli 2022      | London, England       | NXT UK        | Ausgestrahlt am 25. August 2022.                                              |
| 6  | Nathan Frazer   | 1   | 70   | 13. Juni 2023     | Orlando, Florida      | NXT           |                                                                               |
| 7  | Noam Dar        | 3   | 189  | 22. August 2023   | Orlando, Florida      | NXT: Heatwave |                                                                               |
| 8  | Charlie Dempsey | 1   | 77   | 27. Februar 2024  | Orlando, Florida      | NXT           |                                                                               |
| 9  | Tony D’Angelo   | 1   | 91   | 14. Mai 2024      | Orlando, Florida      | NXT           |                                                                               |
| 10 | Charlie Dempsey | 2   | 126  | 13. August 2024   | Orlando, Florida      | NXT           |                                                                               |
| 11 | Lexis King      | 3   | 71+  | 17. Dezember 2024 | Lowell, Massachusetts | NXT           |                                                                               |

## Regentschaften – absolut
| # | Titelträger     | Nr. | Tage |
| - | --------------- | --- | ---- |
| 1 | Noam Dar        | 3   | 790  |
| 2 | Charlie Dempsey | 2   | 203  |
| 3 | A-Kid           | 1   | 174  |
| 4 | Tyler Bate      | 1   | 160  |
| 5 | Tony D’Angelo   | 1   | 91   |
| 6 | Nathan Frazer   | 1   | 70   |
| 7 | Lexis King      | 1   | 71+  |
| 8 | Mark Coffey     | 1   | 14   |